# 克孜勒斯科耶區

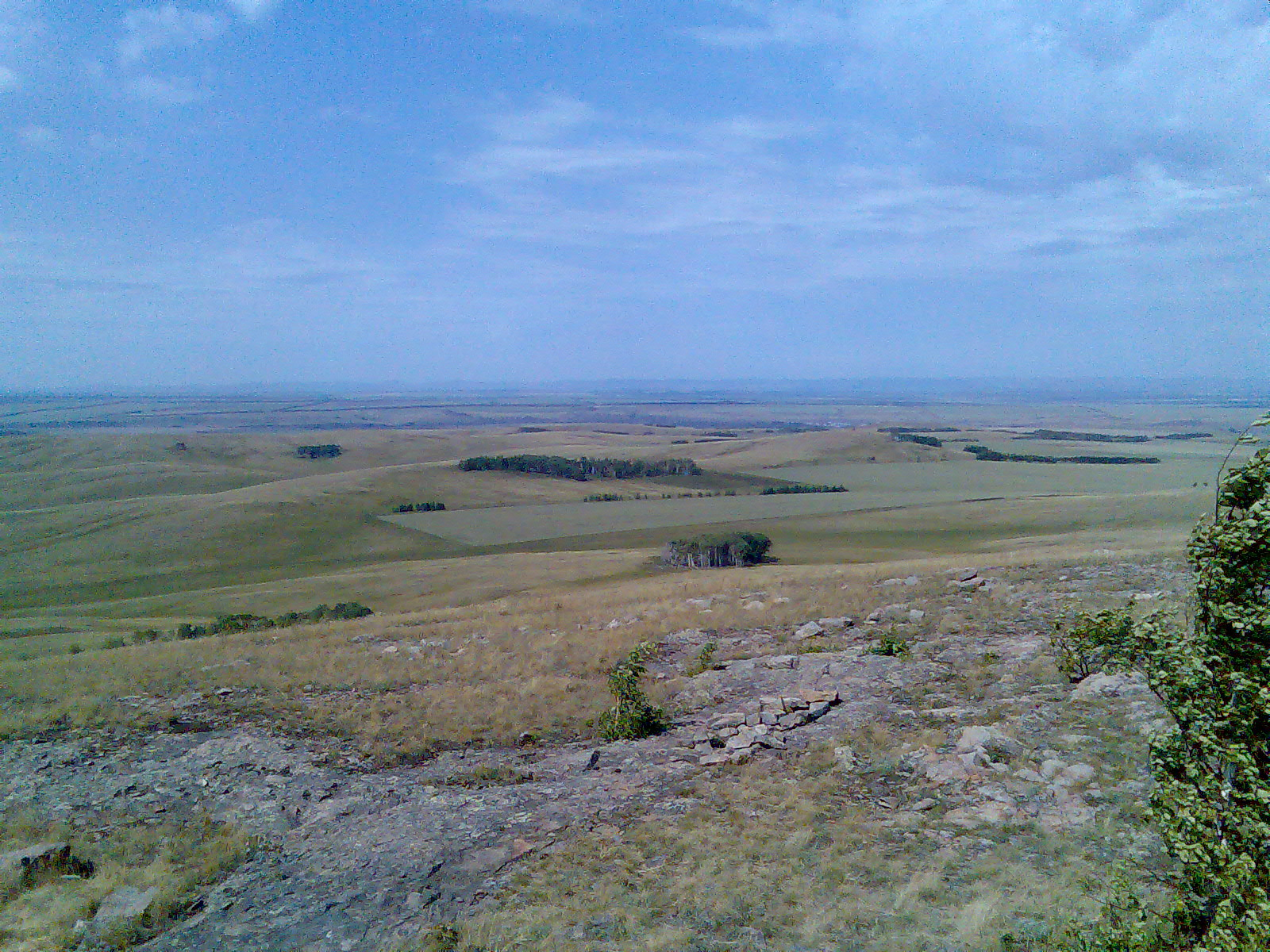

52°43′30″N 58°53′30″E / 52.72500°N 58.89167°E
克孜勒斯科耶區（俄语：Кизильский район），是俄羅斯的一個區，位於該國西南部，由車里雅賓斯克州負責管轄，面積4,413平方公里，2010年人口25,876，人口密度每平方公里5.86人。